# Julius Harris
Julius W. Harris (Filadelfia, 17 de agosto de 1923-Woodland Hills, 17 de octubre de 2004) fue un actor estadounidense que apareció en más de 70 películas y numerosas series de televisión en una carrera que abarcó cuatro décadas. Harris es conocido por sus papeles en películas de la década de 1970 como Live and Let Die y las películas de blaxploitation Super Fly, Black Caesar y Hell Up in Harlem .

## Primeros años y carrera
Nacido en Filadelfia, Pensilvania, de madre bailarina y padre músico, Harris trabajó como enfermera y portero en clubes de jazz de la ciudad de Nueva York. Antes de comenzar su carrera como actor, Harris se desempeñó como médico en el ejército de los Estados Unidos durante la Segunda Guerra Mundial. Después de salir con muchos actores en apuros, se atrevió y audicionó para su primer papel y fue elegido como el padre en Nothing But a Man, una película de 1964 aclamada por la crítica sobre la vida de los negros en el Sur, protagonizada por Ivan Dixon y Abbey Lincoln.
Algunos de sus papeles más destacados incluyeron al villano Tee Hee con brazos de acero en la película de James Bond Live and Let Die, Scatter en Super Fly, Bubbletop Woodson en Let's Do It Again, Captain Bollin en Shaft's Big Score, Inspector Daniels en The Taking of Pelham One Two Three, Joseph en Islands in the Stream y el presidente de Uganda, Idi Amin, en la película para televisión Victory at Entebbe.
También apareció en Trouble Man, King Kong, Black Caesar, Hell Up in Harlem, Friday Foster, Shrunken Heads, Harley Davidson and the Marlboro Man y en papeles de estrella invitada en Sanford and Son, Good Times y Love Boat, entre otros. Harris fue miembro de Negro Ensemble Company en la ciudad de Nueva York y apareció en Broadway en la obra ganadora del Premio Pulitzer, No Place to Be Somebody.

### Muerte
El 17 de octubre de 2004, Harris murió de insuficiencia cardíaca mientras estaba ingresado en el Motion Picture and Television Hospital, a los 81 años. Harris fue incinerado y enterrado en Filadelfia, su lugar de nacimiento. En el momento de su muerte, a Harris le sobrevivieron sus dos hijos; su hija Kimberly y su hijo Gideon.

## Filmografía
| Película   | Película                             | Película                       | Película                                                           |
| Año        | Título                               | Personaje                      | Notas                                                              |
| ---------- | ------------------------------------ | ------------------------------ | ------------------------------------------------------------------ |
| 1964       | Nothing But a Man                    | Will Anderson                  | El primer papel de Julius Harris en una película                   |
| 1969       | Slaves                               | Shadrach                       |                                                                    |
| 1972       | Shaft's Big Score                    | Capitán Bollin                 |                                                                    |
| 1972       | Super Fly                            | 'Scatter'                      |                                                                    |
| 1972       | Trouble Man                          | 'Mr. Big'                      |                                                                    |
| 1973       | Black Caesar                         | Mr. Gibbs                      |                                                                    |
| 1973       | Live and Let Die                     | Tee Hee Johnson                |                                                                    |
| 1973       | Salty                                | Clancy Ames                    |                                                                    |
| 1973       | Hell Up in Harlem                    | Mr. Gibbs                      |                                                                    |
| 1973       | Blade                                | Card Player                    |                                                                    |
| 1974       | The Taking of Pelham One Two Three   | Deputy Chief Inspector Daniels |                                                                    |
| 1975       | Let's Do It Again                    | 'Bubbletop' Woodson            |                                                                    |
| 1975       | Friday Foster                        | 'Monk' Riley                   |                                                                    |
| 1976       | King Kong                            | Boan                           |                                                                    |
| 1977       | Islands in the Stream                | Joseph                         |                                                                    |
| 1977       | Alambrista!                          | Borracho #2                    |                                                                    |
| 1977       | Looking for Mr. Goodbar              | 'Black Cat'                    |                                                                    |
| 1979       | Delta Fox                            | 'Tiny'                         |                                                                    |
| 1980       | Gorp                                 | Fred, el chef                  |                                                                    |
| 1980       | First Family                         | Embajador Longo                |                                                                    |
| 1981       | Circle of Power                      | B.B.                           |                                                                    |
| 1981       | Full Moon High                       | Hijacker                       | sin acreditar                                                      |
| 1983       | Going Berserk                        | Juez                           |                                                                    |
| 1984       | The Enchanted                        | Booker T.                      |                                                                    |
| 1985       | Crimewave                            | Hardened Convict               |                                                                    |
| 1986       | My Chauffeur                         | Johnson                        | Título alternativo: Mi chofer: con licencia para amar              |
| 1986       | Hollywood Vice Squad                 | Jesse                          |                                                                    |
| 1988       | Split Decisions                      | Tony Leone                     |                                                                    |
| 1990       | To Sleep with Anger                  | Herman                         |                                                                    |
| 1990       | Darkman                              | Gravedigger                    |                                                                    |
| 1990       | Prayer of the Rollerboys             | 'Speedbagger'                  |                                                                    |
| 1991       | Harley Davidson and the Marlboro Man | Old Man Jiles                  |                                                                    |
| 1993       | Maniac Cop III: Badge of Silence     | Houngan Malfaiteur             | Títulos alternativos: Maniac Cop 3 MC3: Policía maníaco 3          |
| 1994       | Shrunken Heads                       | Aristide Sumatra               |                                                                    |
| Televisión |                                      |                                |                                                                    |
| Year       | Título                               | Papel                          | Notas                                                              |
| 1969       | N.Y.P.D.                             | Hector                         | 1 episodio                                                         |
| 1973       | The Bob Newhart Show                 | Mr. Billings                   | 1 episodio ("Blues para el Sr. Borden")                            |
| 1975       | Harry O                              | Arthur "Art Sully" Daniels     | 1 episodio                                                         |
| 1975       | Cannon                               | Milner, Liquid Store Owner     | 1 episodio                                                         |
| 1975       | Ellery Queen                         | Doyle, el mayordomo            | 1 episodio                                                         |
| 1976       | Rich Man, Poor Man                   | Augie                          | Miniseries                                                         |
| 1976       | Victory at Entebbe                   | President Idi Amin             | película de televisión                                             |
| 1976       | Good Times                           | Ben                            | 1 episodio                                                         |
| 1977       | Kojak                                | Joe Addison                    | 1 episodio                                                         |
| 1977       | Sanford and Son                      | Doctor                         | 1 episodio                                                         |
| 1978       | The Hardy Boys/Nancy Drew Mysteries  | Mr. Dove                       | 2 episodios                                                        |
| 1979       | The Incredible Hulk                  | 'Doc' Alden                    | 1 episodio                                                         |
| 1981       | Thornwell                            | Frisco                         | película de televisión                                             |
| 1982       | The Blue and the Gray                | Predicador del pantano         | Miniserie                                                          |
| 1982       | Voyagers!                            | Subastador                     | 1 episodio                                                         |
| 1983       | St. Elsewhere                        | Earl                           | 1 episodio                                                         |
| 1983–1986  | Cagney & Lacey                       | Bardo / Sergeant Major Brennan | 2 episodios                                                        |
| 1984       | Hart to Hart                         | Krohn                          | 1 episodio                                                         |
| 1984       | Gone Are the Dayes                   | Man #1                         | película de televisión                                             |
| 1984       | Benson                               | (Benson's) Uncle Buster        | 1 episodio, "The reunion"                                          |
| 1984       | The Jeffersons                       | Reverendo Taylor               | 1 episodio                                                         |
| 1985       | Hollywood Wives                      | Reverendo Daniel               | Miniserie                                                          |
| 1985       | Amazing Stories                      | Joe                            | 1 episodio                                                         |
| 1986       | Capitol                              | Papa Nebo                      | Episodios desconocidos                                             |
| 1987       | Outlaws                              | Butch                          | 1 episodio                                                         |
| 1987       | A Gathering of Old Men               | Coot                           | película de televisión Título alternativo: Asesinato en el pantano |
| 1989       | Friday the 13th: The Series          | Simpson                        | 1 episodio                                                         |
| 1991       | The Golden Girls                     | Mr. Lewis                      | 1 episodio                                                         |
| 1991       | Murder, She Wrote                    | Jack Lee Johnson               | 1 episodio                                                         |
| 1991       | Civil Wars                           | Judge Adams                    | 1 episodio                                                         |
| 1992       | Eerie, Indiana                       | Prop Man                       | 1 episodio                                                         |
| 1997       | ER                                   | Gramps                         | 1 episodio, (aparición final)                                      |